# 宏仁镇
宏仁镇，原为宏仁乡，是中华人民共和国四川省绵阳市梓潼县下辖的一个乡镇级行政单位。2019年12月，撤销宏仁乡和白云镇，设立宏仁镇，以原宏仁乡和原白云镇长春村、锣包村、宝呈村及原石台乡石香台社区、星金村、尖山村、宝塔村、新华村、元包村、文星村、双星村、红溪村所属行政区域为宏仁镇的行政区域，宏仁镇人民政府驻宏仁街54号。

## 行政区划
宏仁镇下辖以下地区：
五星村、金宝村、双金村、石鸡村、高坡村、五面村和长安村。